# Wreckers (film)
Pour plus de détails, voir Fiche technique et Distribution.
Wreckers est un film britannique indépendant sorti en 2011, écrit et réalisé par Dictynna Hood.

## Synopsis
Dawn (Claire Foy) et David (Benedict Cumberbatch) sont enseignants et viennent de se marier. La vie en ville devenue trop fatigante pour eux, ils décident de retourner dans le village natal de David pour fonder une famille. Ils achètent une maison bon marché et commencent à la rénover, quand le frère cadet de David, Nick (Shaun Evans), vient lui rendre visite à l'improviste alors qu'il vient de rentrer d'une mission avec l'armée. Nick souffre de troubles du sommeil dus à un traumatisme. Dawn, touchée par la vulnérabilité de ce dernier, passe beaucoup de temps avec lui, ce qui rend leur relation de plus en plus confuse, attisant la rivalité entre les deux frères. Nick se confie de plus en plus à Dawn, lui révélant des secrets sur son frère David qu'elle ne soupçonnait pas. Dawn sait-elle réellement qui est son mari ?

## Fiche technique
- Titre : Wreckers
- Réalisation : Dictynna Hood
- Scénario : Dictynna Hood
- Pays d'origine : Royaume-Uni
- Genre : drame
- Date de sortie : 2011

## Distribution
- Claire Foy : Dawn
- Benedict Cumberbatch : David
- Shaun Evans : Nick
- Peter McDonald : Gary